# Пуктиш
Пукти́ш (рос. Пуктыш) — село у складі Щучанського району Курганської області, Росія. Адміністративний центр Пуктиської сільської ради.
Населення — 306 осіб (2010, 398 у 2002).
Національний склад станом на 2002 рік: росіяни — 91 %, решта вірмени .
У селі народився Герой Радянського Союзу Худяков Микола Олександрович (*1925-†1945).